# جون مايكلز
جون مايكلز (بالإنجليزية: John Michaels) هو لاعب كرة قاعدة أمريكي، ولد في 10 يوليو 1907 في بريدجبورت في الولايات المتحدة، وتوفي في 18 نوفمبر 1996 في سيبرينغ في الولايات المتحدة.